# كأس ديفيز 1963
كأس ديفيز 1963 هو الموسم 52 من  كأس ديفيز. فاز فيه منتخب الولايات المتحدة لكأس ديفيز.